# Emmanuel Okwi
Emmanuel Okwi (Kampala, 25 de diciembre de 1992) es un futbolista ugandés que juega como delantero para el Erbil S. C. y para la selección de Uganda.

## Trayectoria
Okwi jugó por el Villa SC de la Superliga de Uganda hasta los 17 años, cuando el club de Tanzania Simba SC lo contrató por 5000 dólares americanos.

### Selección nacional
Ha jugado por la selección absoluta de Uganda. Fue el segundo mejor goleador de la Copa CECAFA 2010, anotando 4 goles en 5 partidos. El 21 de marzo de 2011 fue convocado por Bobby Williamson para un partido contra la selección de fútbol de Guinea Bissau.

## Vida personal
Okwi creció idolatrando a Thierry Henry y como seguidor del Arsenal F. C. Nació en una familia católica, pero a edad temprana, su madre se convirtió al cristianismo evangélico, y educó a sus hijos en su nueva fe. Okwi se casó con su novia de toda la vida, Florence Nakalegga, con quien tuvo un hijo.